# Te Deum (Roberto Juri Camisasca)
Te Deum è il secondo album a nome di Roberto Juri Camisasca, pubblicato dalla EMI Italiana nel 1988.

## Tracce
Lato A
1. Te Deum – 14:48 (Testo del IV° secolo, musica di Juri Camisasca)

Durata totale: 14:48
Lato B
1. O Redemptor – 5:06 (Testo del VII° secolo)
2. Cantate Domino – 3:05 (Testo del VII° secolo)
3. Victimae Paschali Laudes – 3:59 (Testo del XI° secolo)
4. Alleluia – 1:43 (Juri Camisasca)

Durata totale: 13:53

## Formazione
- Juri Camisasca - voce
- Filippo Destrieri - tastiera, programmazione
- Coro Ferdinando Paër di Parma - cori
- Donatella Saccardi - voce soprano